# 小行星5625
小行星5625（英語：5625）是一颗围绕太阳公转的小行星。1991年1月7日，罗伯特·H·麦克诺特在赛丁泉山发现了此天体。
这颗小行星的绝对星等为217.19448等。